# Neustadtsynagoge (Isjaslaw)

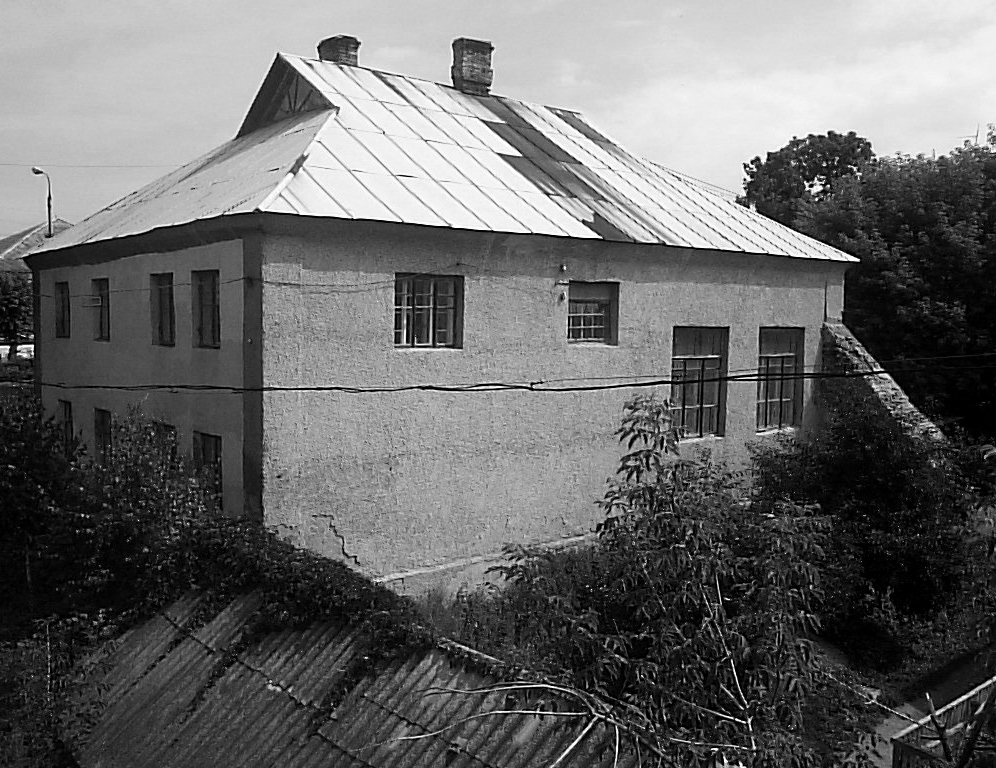
Neustadtsynagoge Isjaslaw 2005

Die Neustadtsynagoge in Isjaslaw in der ukrainischen Oblast Chmelnyzkyj wurde vermutlich 1834 erbaut und beherbergt heute eine Abendschule.

## Geschichte
Das Baujahr ist nicht mit Sicherheit zu bestimmen. Sie wurde aber 1834 erwähnt, nur ist nicht ganz klar, ob das jetzige Bauwerk bereits früher gebaut wurde, oder später an Stelle einer früheren Synagoge.
Während des Zweiten Weltkriegs wurde das Gebäude beschädigt und danach von den sowjetischen Behörden radikal umgebaut. Weder Vorrichtungen im Inneren noch dekorative Elemente blieben erhalten. Hölzerne Anbauten an der Nordseite wurden abgerissen, das Dach verändert und ein großer schrägstehender Stützpfeiler im Südwesten hinzugefügt.
Innen blieben die originale Struktur aus Hauptraum und Vestibül ebenso wie die Befensterung im Westen und Süden (im Gegensatz zu den anderen Seiten) größtenteils erhalten.
Die Synagoge wird jetzt als Abendschule genutzt; das Gebäude ist in einem guten Zustand.

## Architektur
Über das Aussehen der Synagoge sind nur wenige Fotos von 1913 und 1926 und ein Gemälde von circa 1913 bekannt. Haupthalle und Vestibül waren als ein integraler Bestandteil gebaut; an der Nordseite befand sich ein zweistöckiger hölzerner Anbau, wahrscheinlich mit der Treppe zu den Frauenräumen. Der (westliche) Vestibülteil war auch zweistöckig und hatte rechteckige Fenster sowie die Eingangstür für die Männer. Die hohe Haupthalle im östlichen Teil hatte hochgelegene Rundbogenfenster.
Das Giebeldach war nach Westen mit einem verzierten Giebel, der ein rundes Fenster enthielt und durch Pilaster in drei Teile unterteilt war, abgeschlossen. Nach dem Krieg wurde das Dach durch ein Fußwalmdach aus Blech ersetzt.
Die Halle im Inneren hatte ein Tonnengewölbe aus Holz; über den Toraschrein ist nichts bekannt. Die achteckige Bima in der Mitte der Halle hatte eine Brüstung aus verputzten Backsteinen. Die Treppenstufen vom Süden und Norden zum Podium hatten ein hölzernes Treppengeländer (Balustrade).